# Großen-Buseck
Großen-Buseck ist mit rund 5400 Einwohnern und einer Gemarkung von 16 Quadratkilometern der größte Ortsteil der Gemeinde Buseck im mittelhessischen Landkreis Gießen und zugleich Sitz der Gemeindeverwaltung. Bekannt ist der Ortsteil durch Schloss Großen-Buseck, das seit 1981 als Rathaus genutzt wird.

## Geschichte

### Ortsgeschichte
Das Bestehen der Ortschaft Puchsekke lässt sich urkundlich bis in die Zeit um 1218 zurückverfolgen. Die Siedlung existierte aber schon früher, da der Kirchenbau nach den Grundmauern um 1200 datiert ist. In erhaltenen Urkunden folgender Jahre wurde Großen-Buseck unter den folgenden Ortsnamen erwähnt (in Klammern das Jahr der Erwähnung): Bucheseke (1238), Buseck (1245), Bussecken (um 1300), Grozinbucheseke (1326), Buchesecke maiori (1349) und Grozen Buchesecke (1367).
Vom Ort sind vier Adelssitze bekannt. Zuerst die Wasserburg, „Perch“ in alten Urkunden benannt (erstmals 1355), der von Trohe, die auch Ganerben der Gerichtsbarkeit des Busecker Tals waren. Es war der Vorgängerbau des Busecker Schlosses. Den ersten Schlossbau errichten die Herren von Trohe 1580. Über die Familie von Zwierlein (verwandt mit der Adelsfamilie von Buseck) kam das Schloss durch Heirat an die Nordeck zur Rabenau und besitzt seit ca. 1860 seine heutige Gestalt als neugotischer Bau. Anfang der 1970er Jahre konnte der Abriss des Schlosses mehrfach verhindert werden, doch erst mit Übernahme durch die Gemeinde und bedingt durch die Gebietsreform in Hessen und Gründung der Gemeinde Buseck wurde der geschichtsträchtige Bau restauriert und ist seit 1981 Sitz der Gemeindeverwaltung. Parallel dazu bestand von etwa 1400 bis ins 18. Jahrhundert die Südliche Burg Großen-Buseck der von Buseck, wohl als Ausgleich der Ganerbenschaft des Busecker Tals. Daneben gab es noch weitere Adelssitze.
Die Statistisch-topographisch-historische Beschreibung des Großherzogthums Hessen berichtet 1830 über Großen-Buseck:

„Großenbuseck (L. Bez. Giessen) evangel. Pfarrdorf; liegt an der Wieseck, 1 1⁄2 St. von Giessen und gehört der Freiherrl. Familie von Buseck. Der Ort hat 227 Häuser und 1360 Einwohner, die außer 2 Katholiken, 6 Mennoniten und 102 Juden evangelisch sind. Man findet 1 Kirche, 1 schönes Schloß, 1 Synagoge und 6 Mühlen. – In der Nähe des Orts, gegen Altenbuseck, fiel 1621 ein Treffen vor, in welchem der Herzog Ehristian von Braunschweig vom Liguistischen Heere, wobei sich die Hessen-Darmstädtischen, die Mainzischen und Würtembergischen Truppen befanden, und unter Anführung des Bairischen General-Wachtmeisters, Grafen von Anholt, aufs Haupt geschlagen und zum Rückzug genöhiget wurde. Im Jahr 1827 hat die Familie von Buseck die ihr zustehende Patrimonialgerichtsbarkeit über Großenbuseck, an den Staat abgetreten.“

Hessische Gebietsreform (1970–1977)
Zum 1. Januar 1977 wurde die bis dahin selbstständige Gemeinde Buseck im Zuge der Gebietsreform in Hessen kraft Landesgesetz durch den Zusammenschluss der bisherigen Gemeinden Alten-Buseck, Beuern und Großen-Buseck (mit den am 1. Oktober 1971 eingegliederten Orten Oppenrod und Trohe) unter dem Namen Buseck neu gebildet. Für die ehemals eigenständigen Gemeinden von Buseck wurden Ortsbezirke mit Ortsbeirat und Ortsvorsteher nach der Hessischen Gemeindeordnung gebildet.

### Verwaltungsgeschichte im Überblick
Die folgende Liste zeigt die Staaten und Verwaltungseinheiten, denen Großen-Buseck angehört(e):
- 1502: Amt Gießen (bezogen auf die Eigenleute des Landgrafen im Busecker Tal)
- 1508 und später: Heiliges Römisches Reich, Gericht Busecker Tal (Ganerbschaft des „Busecker Tals“ der Freiherren zu Buseck)
- vor 1567: Heiliges Römisches Reich, Landgrafschaft Hessen, Gericht Busecker Tal (die gerichtlichen Auseinandersetzungen um die Landeshoheit endeten erst 1726)
- ab 1567: Heiliges Römisches Reich, Landgrafschaft Hessen-Marburg, Gericht Busecker Tal
- 1604–1648: Heiliges Römisches Reich, strittig zwischen Landgrafschaft Hessen-Darmstadt und Landgrafschaft Hessen-Kassel (Hessenkrieg)
- ab 1604: Heiliges Römisches Reich, Landgrafschaft Hessen-Darmstadt, Oberfürstentum Hessen, Oberamt Gießen (ab 1789), Gericht Busecker Tal
- ab 1806: Großherzogtum Hessen,[Anm. 2] Fürstentum Oberhessen, Landamt Gießen, Gericht Busecker Tal[10][11]
- ab 1815: Großherzogtum Hessen, Provinz Oberhessen, Landamt Gießen, Gericht Busecker Tal[12]
- ab 1821: Großherzogtum Hessen, Provinz Oberhessen, Landratsbezirk Gießen[Anm. 3]
- ab 1832: Großherzogtum Hessen, Provinz Oberhessen, Kreis Grünberg
- ab 1837: Großherzogtum Hessen, Provinz Oberhessen, Kreis Gießen
- ab 1848: Großherzogtum Hessen, Regierungsbezirk Gießen
- ab 1852: Großherzogtum Hessen, Provinz Oberhessen, Kreis Gießen
- ab 1867: Norddeutscher Bund,[Anm. 4] Großherzogtum Hessen, Provinz Oberhessen, Kreis Gießen
- ab 1871: Deutsches Reich, Großherzogtum Hessen, Provinz Oberhessen, Kreis Gießen
- ab 1918: Deutsches Reich (Weimarer Republik), Volksstaat Hessen, Provinz Oberhessen, Kreis Gießen
- ab 1938: Deutsches Reich, Volksstaat Hessen, Landkreis Gießen[13][Anm. 5]
- ab 1945: Amerikanische Besatzungszone,[Anm. 6] Groß-Hessen, Regierungsbezirk Darmstadt, Landkreis Gießen
- ab 1946: Amerikanische Besatzungszone, Hessen, Regierungsbezirk Darmstadt, Landkreis Gießen
- ab 1949: Bundesrepublik Deutschland, Hessen, Regierungsbezirk Darmstadt, Landkreis Gießen
- ab 1977: Bundesrepublik Deutschland, Hessen, Regierungsbezirk Darmstadt, Lahn-Dill-Kreis, Gemeinde Buseck
- ab 1979: Bundesrepublik Deutschland, Hessen, Regierungsbezirk Darmstadt, Landkreis Gießen, Gemeinde Buseck
- ab 1981: Bundesrepublik Deutschland, Hessen, Regierungsbezirk Gießen, Landkreis Gießen, Gemeinde Buseck

### Gerichte seit 1803
In der Landgrafschaft Hessen-Darmstadt wurde mit Ausführungsverordnung vom 9. Dezember 1803 das Gerichtswesen neu organisiert. Für die Provinz Oberhessen wurde das „Hofgericht Gießen“ eingerichtet. Es war für normale bürgerliche Streitsachen Gericht der zweiten Instanz, für standesherrliche Familienrechtssachen und Kriminalfälle die erste Instanz. Die Rechtsprechung der ersten Instanz wurde durch die Ämter bzw. Standesherren vorgenommen und somit war für Großen-Buseck das „Patrimonialgericht der Freiherren zu Buseck“ in Großen-Buseck zuständig. Nach der Gründung des Großherzogtums Hessen 1806 wurden die Aufgaben der ersten Instanz 1821 im Rahmen der Trennung von Rechtsprechung und Verwaltung auf die neu geschaffenen Land- bzw. Stadtgerichte übertragen, aber erst ab 1827 wurde die Patrimonialgerichtsbarkeit durch das „Landgericht Gießen“ im Namen der Freiherren ausgeübt. Infolge der Märzrevolution 1848 wurden mit dem „Gesetz über die Verhältnisse der Standesherren und adeligen Gerichtsherren“ vom 15. April 1848 die standesherrlichen Sonderrechte endgültig aufgehoben.
Anlässlich der Einführung des Gerichtsverfassungsgesetzes am 1. Oktober 1879 wurden die bisherigen Land- und Stadtgerichte im Großherzogtum Hessen aufgehoben und durch Amtsgerichte an gleicher Stelle ersetzt, ebenso verfuhr man mit den als Obergerichten fungierenden Hofgerichten, deren Funktion nun die neu errichteten Landgerichte übernahmen. Die Bezirke des Stadt- und des Landgerichts Gießen wurden zusammengelegt und bildeten nun zusammen mit den vorher zum Landgericht Grünberg gehörigen Orten Allertshausen und Climbach den Bezirk des neu geschaffenen Amtsgerichts Gießen, welches seitdem zum Bezirk des als Obergericht neu errichteten Landgerichts Gießen gehört. Zwischen dem 1. Januar 1977 und 1. August 1979 trug das Gericht den Namen „Amtsgericht Lahn-Gießen“ der mit der Auflösung der Stadt Lahn wieder in „Amtsgericht Gießen“ umbenannt wurde.

## Bevölkerung

### Einwohnerstruktur 2011
Nach den Erhebungen des Zensus 2011 lebten am Stichtag, dem 9. Mai 2011, in Großen-Buseck 5478 Einwohner. Darunter waren 231 (4,2 %) Ausländer. Nach dem Lebensalter waren 906 Einwohner unter 18 Jahren, 2229 zwischen 18 und 49, 1167 zwischen 50 und 64 und 1167 Einwohner waren älter. Die Einwohner lebten in 2421 Haushalten. Davon waren 825 Singlehaushalte, 660 Paare ohne Kinder und 687 Paare mit Kindern, sowie 198 Alleinerziehende und 54 Wohngemeinschaften. In 528 Haushalten lebten ausschließlich Senioren/-innen und in 1641 Haushaltungen lebten keine Senioren/-innen.

### Einwohnerentwicklung
| • 1577: | 102 Hausgesesse                                                                           |
| • 1630: | 3 dreispännige, 31 zweispännige, 11 einspännige Ackerleute, 12 Witwen, 16 Vormundschaften |
| • 1669: | 463 Seelen                                                                                |
| • 1742: | 5 Geistliche/Beamte, 168 Untertanen, 22 Junge Mannschaften, 14 Beisassen/Juden            |
| • 1806: | 1241 Einwohner, 179 Häuser                                                                |
| • 1829: | 1360 Einwohner, 227 Häuser                                                                |
| • 1867: | 1478 Einwohner, 247 Häuser                                                                |

| Großen-Buseck: Einwohnerzahlen von 1800 bis 2018 | Großen-Buseck: Einwohnerzahlen von 1800 bis 2018 | Großen-Buseck: Einwohnerzahlen von 1800 bis 2018 | Großen-Buseck: Einwohnerzahlen von 1800 bis 2018 | Großen-Buseck: Einwohnerzahlen von 1800 bis 2018 |
| --- | ------------------------------------------------ | ------------------------------------------------ | ------------------------------------------------ | ------------------------------------------------ |
| Jahr |                                                  |                                                  |                                                  | Einwohner                                        |
| 1800 | 1800                                             |                                                  | 1.062                                            | 1.062                                            |
| 1806 | 1806                                             |                                                  | 1.241                                            | 1.241                                            |
| 1829 | 1829                                             |                                                  | 1.360                                            | 1.360                                            |
| 1834 | 1834                                             |                                                  | 1.499                                            | 1.499                                            |
| 1840 | 1840                                             |                                                  | 1.571                                            | 1.571                                            |
| 1846 | 1846                                             |                                                  | 1.612                                            | 1.612                                            |
| 1852 | 1852                                             |                                                  | 1.684                                            | 1.684                                            |
| 1858 | 1858                                             |                                                  | 1.473                                            | 1.473                                            |
| 1864 | 1864                                             |                                                  | 1.509                                            | 1.509                                            |
| 1871 | 1871                                             |                                                  | 1.518                                            | 1.518                                            |
| 1875 | 1875                                             |                                                  | 1.554                                            | 1.554                                            |
| 1885 | 1885                                             |                                                  | 1.684                                            | 1.684                                            |
| 1895 | 1895                                             |                                                  | 1.663                                            | 1.663                                            |
| 1905 | 1905                                             |                                                  | 1.697                                            | 1.697                                            |
| 1910 | 1910                                             |                                                  | 1.843                                            | 1.843                                            |
| 1925 | 1925                                             |                                                  | 1.993                                            | 1.993                                            |
| 1939 | 1939                                             |                                                  | 2.222                                            | 2.222                                            |
| 1946 | 1946                                             |                                                  | 3.218                                            | 3.218                                            |
| 1950 | 1950                                             |                                                  | 3.354                                            | 3.354                                            |
| 1956 | 1956                                             |                                                  | 3.348                                            | 3.348                                            |
| 1961 | 1961                                             |                                                  | 3.472                                            | 3.472                                            |
| 1967 | 1967                                             |                                                  | 3.592                                            | 3.592                                            |
| 1980 | 1980                                             |                                                  | ?                                                | ?                                                |
| 1990 | 1990                                             |                                                  | ?                                                | ?                                                |
| 2003 | 2003                                             |                                                  | 5.511                                            | 5.511                                            |
| 2011 | 2011                                             |                                                  | 5.478                                            | 5.478                                            |
| 2016 | 2016                                             |                                                  | 5.393                                            | 5.393                                            |
| 2018 | 2018                                             |                                                  | 5.493                                            | 5.493                                            |
| Datenquelle: Historisches Gemeindeverzeichnis für Hessen: Die Bevölkerung der Gemeinden 1834 bis 1967. Wiesbaden: Hessisches Statistisches Landesamt, 1968. Weitere Quellen: LAGIS; Gemeinde Buseck:; Zensus 2011 |                                                  |                                                  |                                                  |                                                  |

### Historische Erwerbstätigkeit
| • 1961: | Erwerbspersonen: 410 Land- und Forstwirtschaft, 671 Produzierendes Gewerbe, 337 Handel, Verkehr und Nachrichtenübermittlung, 298 Dienstleistungen und Sonstiges. |

## Religion
Die Mehrheit der Bevölkerung ist evangelisch. Ihnen steht inmitten des Ortes die Evangelische Kirche Großen-Buseck als Gotteshaus zur Verfügung, deren bauliche Anfänge in die Zeit um 1200 n. Chr. zurückreichen. Nach dem Zweiten Weltkrieg entstand für die zahlreichen schlesischen und ostpreußischen katholischen Vertriebenen in Großen-Buseck die Pfarrei St. Marien, die allen Katholiken der Gemeinden Buseck, Reiskirchen, Fernwald und Allendorf (Lumda) als Gotteshaus zur Verfügung steht.
Historische Religionszugehörigkeit
| • 1830: | 1240 evangelische (= 91,9 %), 2 katholische (= 0,1 %), 102 jüdische (= 7,6 %), 6 mennonitische (= 0,4 %) Einwohner |
| • 1961: | 2691 evangelische (= 77,5 %), 707 katholische (= 20,4 %) Einwohner                                                 |

## Wappen
Am 28. November 1966 wurde der Gemeinde Großen-Buseck im Landkreis Gießen ein Wappen mit folgender Blasonierung verliehen: Schild oben von Gold und Schwarz gespalten, unten eine geschweifte schwarz-silberne Spitze, belegt mit einem Herzdreipaß in verwechselter Tinktur, die Spitze besteckt mit je einem Widderhorn in Schwarz bzw. Gold. Das Wappen wurde nach der Gebietsreform von der Gemeinde Buseck übernommen.

## Kultur und Sehenswürdigkeiten

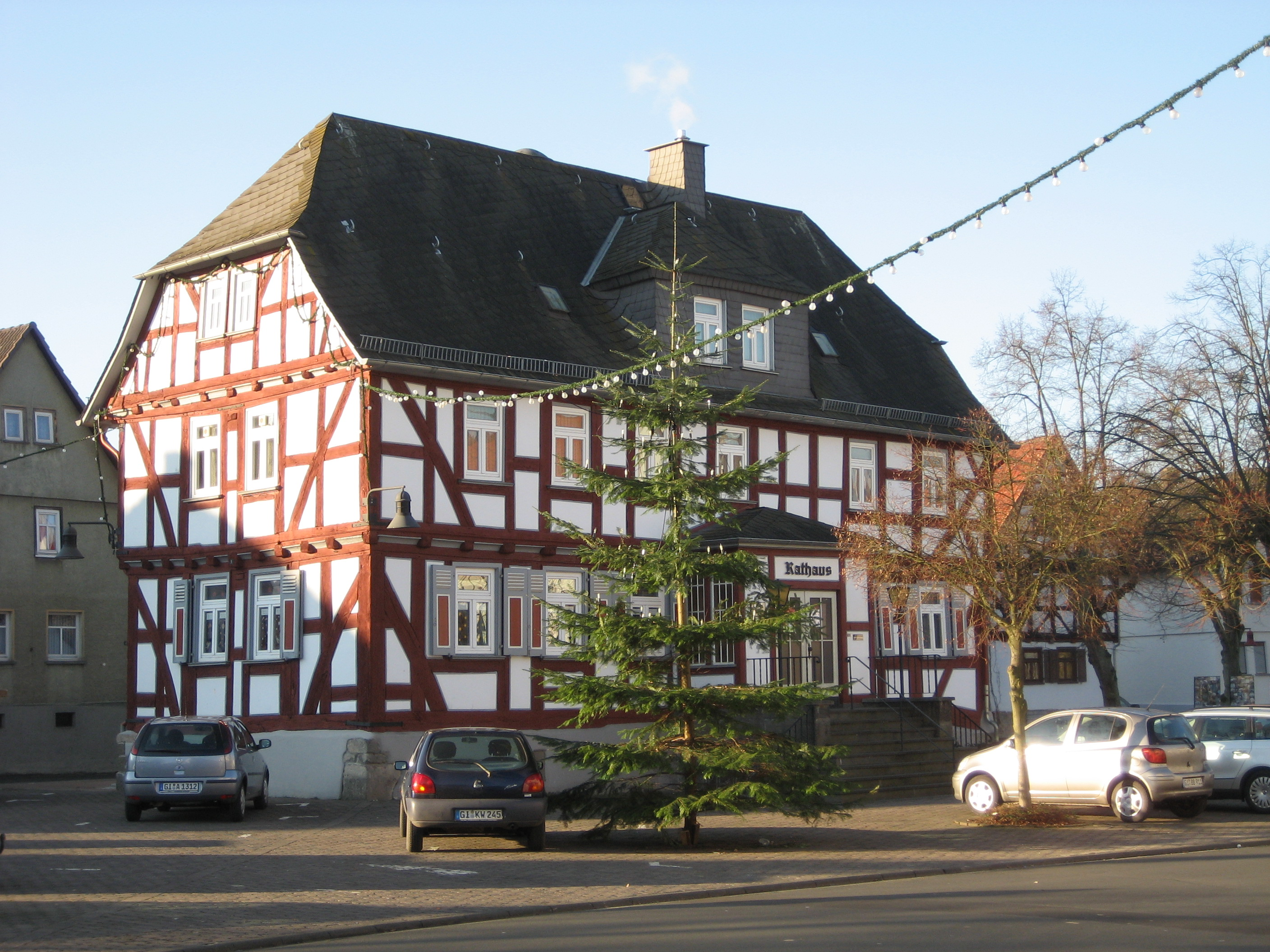
Thal'sches Rathaus
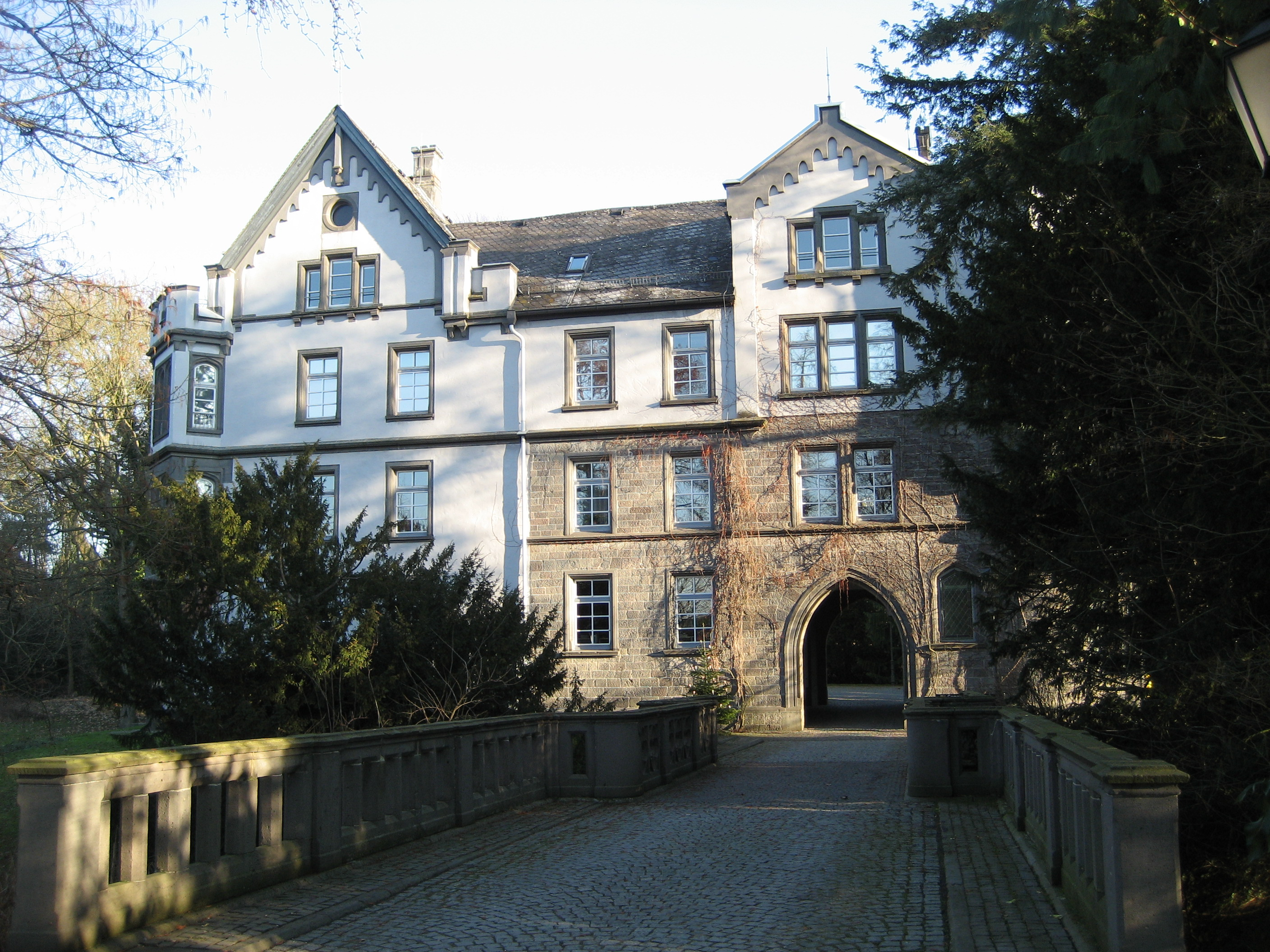
Schloss
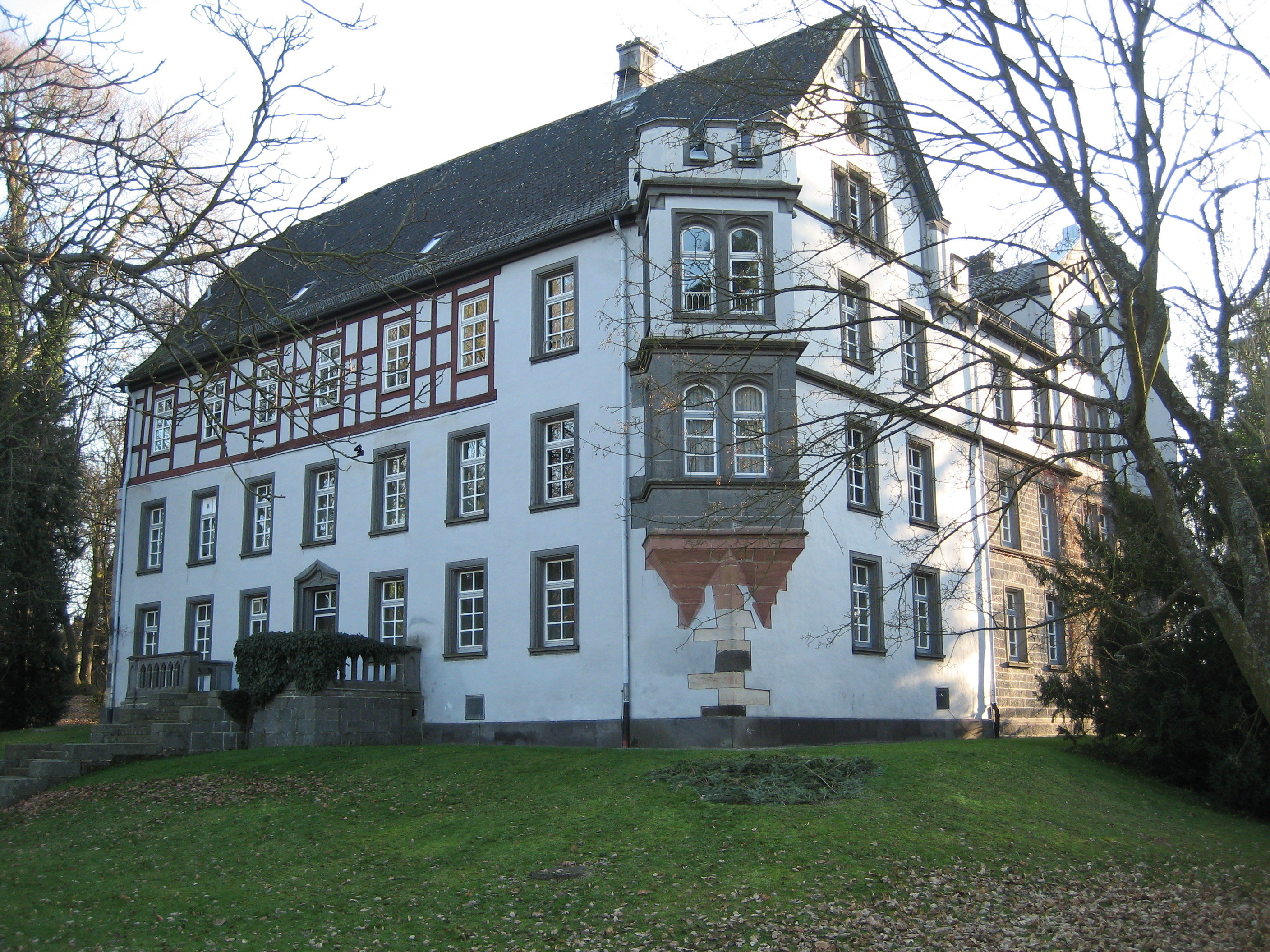
Schloss im Schlosspark
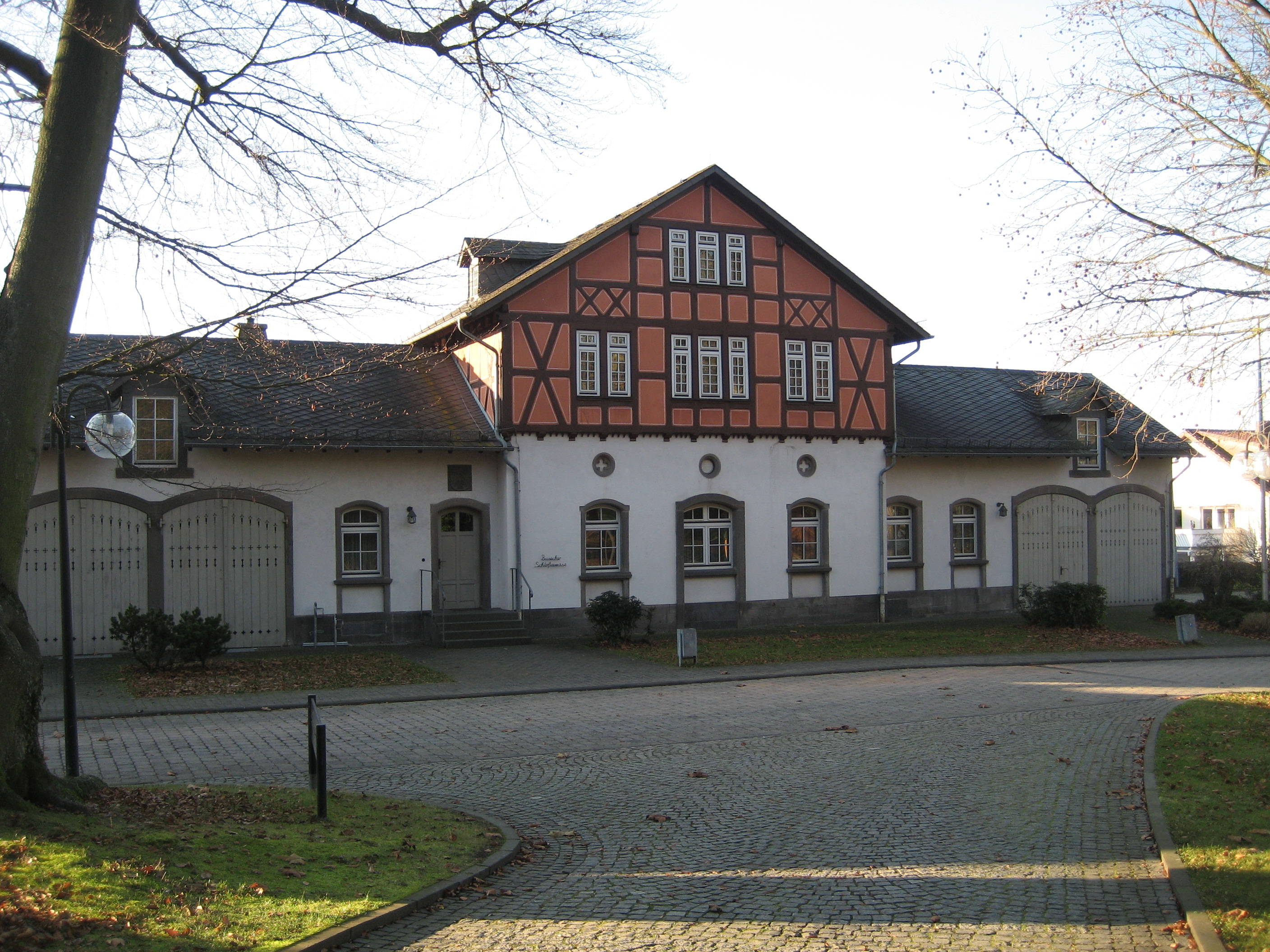
Remise

## Verkehr

### Straßenverkehr

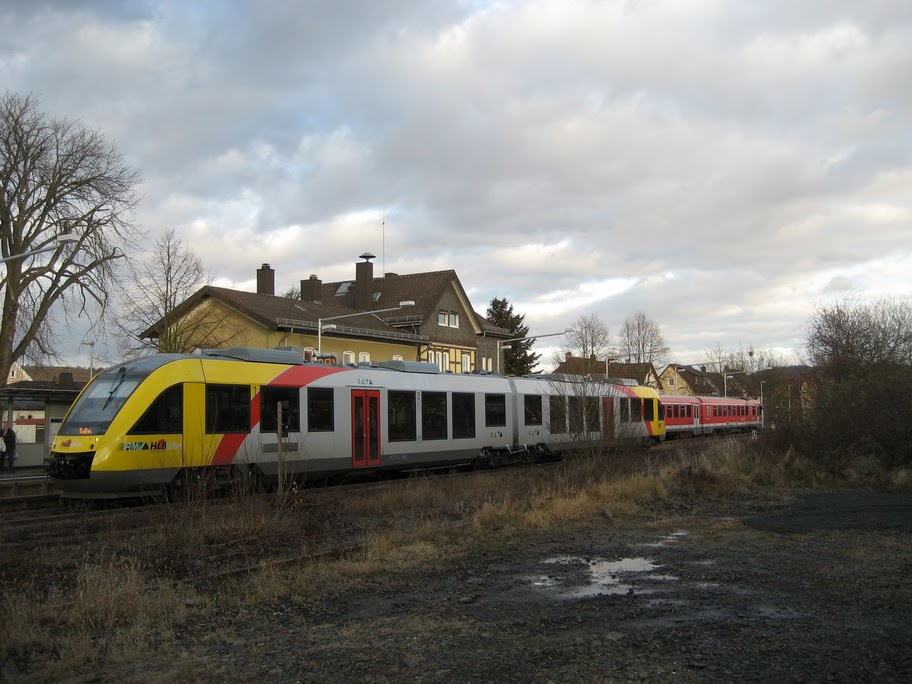
Zugkreuzung in Großen Buseck

Südlich der Ortslage Großen-Buseck verläuft die B 49 Alsfeld–Limburg.
Östlich besteht Anschluss an die A 5 Frankfurt–Kassel über den Anschluss Reiskirchen an der B 49.
Großen-Buseck wird von mehreren Buslinien angefahren. Es verkehren die Linien 25, 26, 27 und 28 des örtlichen Verkehrsbetriebs Dieter Schwalb.

### Bahn
Der Bahnhof Großen Buseck liegt an der Bahnstrecke Gießen–Fulda, die in der Hauptverkehrszeit zwei Mal pro Stunde, sonst stündlich von Regionalbahnen der Hessischen Landesbahn bedient wird.

### Radwege
Durch Großen-Buseck verläuft der hessische Radfernweg R7 Limburg–Philippsthal.

## Persönlichkeiten
- Rutger von Ascheberg (1621–1693), einer der größten Feldherren und Politiker Schwedens
- Friedrich Heinzerling (1824–1906), Professor für Bauwissenschaften und Rektor der RWTH Aachen